# Carl Meurling (affärsman)
Carl Meurling, född 1974 i Uppsala, är en svensk affärsman som finansierar och driver projekt inom bland annat infrastruktur.

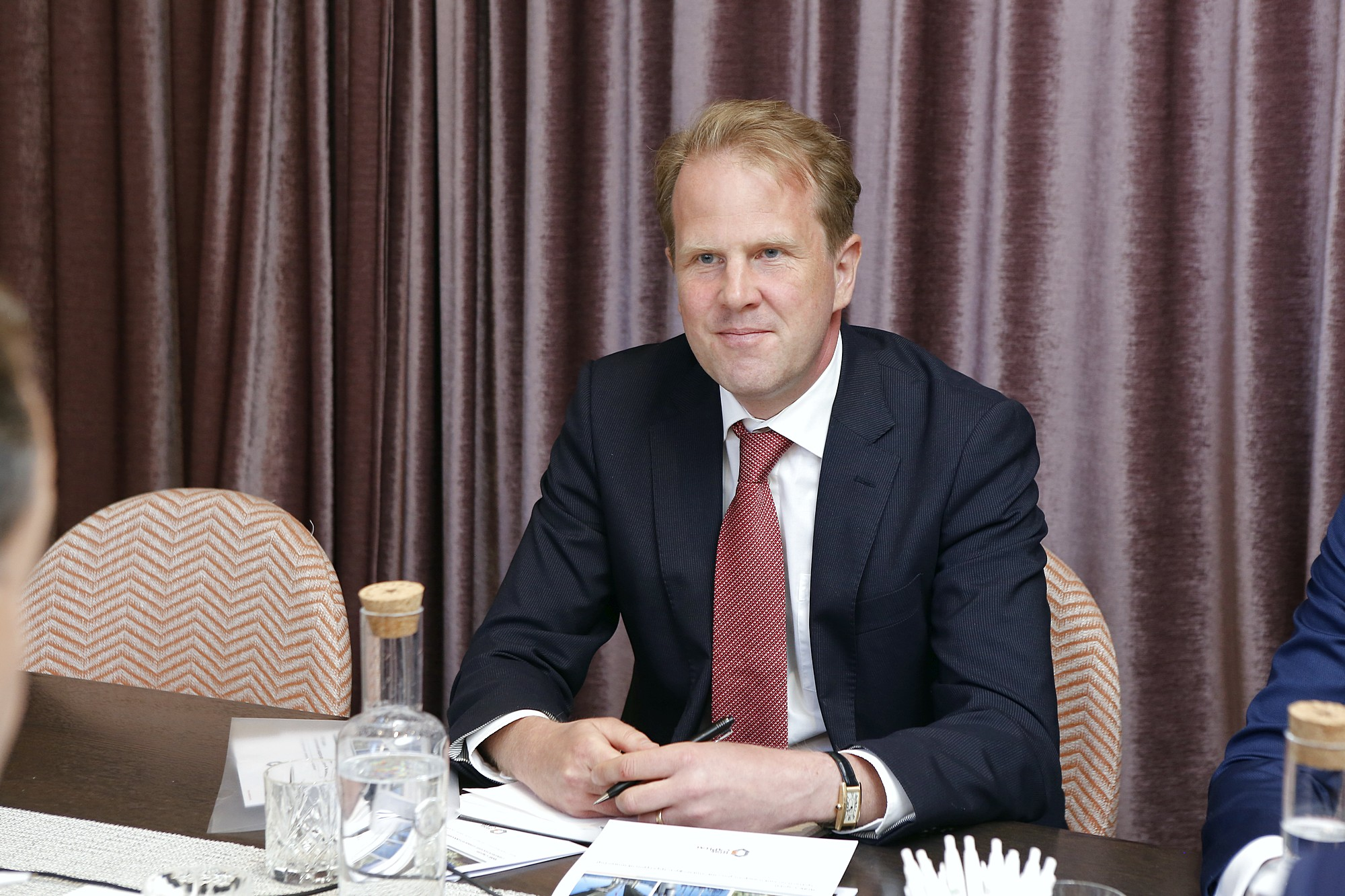
Carl Meurling

## Biografi
Meurling tog examen som civilekonom 1999 vid Handelshögskolan i Stockholm, varpå han inledde sin karriär som strategikonsult på Accenture, där han arbetade fram till 2002.
År 2002-2007 arbetade Meurling i ledande befattningar på kapitalförvaltningsbolagen Prosperity Capital och East Capital. År 2007 grundade Meurling hedgefonden Emeralt Investments med 200 miljoner i kapital från den belgiska finanskoncernen KBC Groep. År 2013 avyttrade Meurling och hans kollegor fonden till Ålandsbanken.
Mellan 2013 och 2022 var Meurling grundare och VD för bolaget RISE Capital, som investerade i stora infrastrukturprojekt i Arktis . Meurling var mellan 2019 och 2022 internationell rådgivare till den ryska statliga energijätten Rosatom och drev också ett bolag med syftet att investera i koldioxidkrediter i Östeuropa. 
Meurling lämnade samtliga uppdrag i Ryssland och lade ner all sin verksamhet i landet som ett resultat av Rysslands invasion av Ukraina 2022.

## Personliga intressen
Meurling studerade piano under tonåren för professor Irène Mannheimer med ambitionen att bli konsertpianist. Han har vunnit priser i internationella musiktävlingar och uppträtt med symfoniorkestrar i Sverige och utomlands.

## Media
I september 2016 publicerade kvälls- och nättidningen Aftonbladet ett reportage, där Meurling kring år 2011 påstods ha inlåtit sig i diskussioner kring delägarskap i det som senare blev tidningen Samtiden (webbtidning) och försökt övertala svenska politiker att bli mer vänligt sinnade till Ryssland. 
Påståendena avfärdades som grundlösa i en uppföljande granskning av mediaforskare publicerat i tidningen Journalisten.